# Diocesi di Orea
La diocesi di Orea (in latino: Dioecesis Horaeensis) è una sede soppressa e sede titolare della Chiesa cattolica.

## Storia
La diocesi appare per la prima volta nella decisione di Basilio II del marzo 1020, con la quale l'imperatore definiva ulteriormente l'estensione e la giurisdizione dell'arcidiocesi di Acrida, di cui Orea diventava una delle suffraganee. La provincia ecclesiastica di Acrida fu in questa occasione sottomessa al patriarcato di Costantinopoli e ne seguì la sorte con l'insorgere del cosiddetto scisma d'Oriente nel 1054. Nel secolo successivo, Orea non compare più tra le suffraganee di Acrida. Null'altro si conosce di questa sede e nessuno dei suoi vescovi è documentato storicamente.
Incerta e discussa è la localizzazione della sede di Orea. Louis Petit ha identificato la località con Argirocastro in Albania, proposta fatta propria, con il beneficio del dubbio, da Siméon Vailhé nell'Index sedium titularium (1933) ed accolta nell'elenco delle sedi titolari della Chiesa cattolica degli Annuari pontifici. Questa identificazione è tuttavia da escludere, poiché Argirocastro fu sede dei vescovi di Drinopoli, nome con cui, alla fine del Medioevo, era nota la diocesi di Adrianopoli di Epiro.
Altre località sono state proposte come identificazione dell'antica Orea. Si è proposto anche un errore nella trasmissione testuale, per cui Horaia sarebbe una deformazione per Kroia, ossia la diocesi di Croia. L'ipotesi prevalente è quella che identifica la sede di Orea di cui parlano i documenti bizantini con quella di Horreum Margi nella Mesia Superiore, attestata come sede bizantina nel IV secolo.
Dal 1933 Orrea è annoverata tra le sedi vescovili titolari della Chiesa cattolica; la sede è vacante dal 14 gennaio 2025.

## Cronotassi dei vescovi titolari
- Mario Picchi, S.D.B. † (16 novembre 1970 - 31 marzo 1978 nominato vescovo di Venado Tuerto)
- José Hugo Garaycoa Hawkins † (16 dicembre 1982 - 6 giugno 1991 nominato vescovo di Tacna)
- Catalino Claudio Giménez Medina (8 novembre 1991 - 3 giugno 1995 nominato vescovo di Caacupé)
- Atilano Rodríguez Martínez (5 gennaio 1996 - 26 febbraio 2003 nominato vescovo di Ciudad Rodrigo)
- Ladislav Hučko † (24 aprile 2003 - 14 gennaio 2025 deceduto)